# 甲村定言
甲村 定言（こうむら さだこと）は、江戸時代の坊官。三宝院に仕え、後に同僚の家である山田氏を継いだ。

## 概要
天明4年（1784年）3月16日に従六位下・壱岐守に叙任され、翌天明５年（1785年）6月28日に山田氏の当主となって再興した。寛政5年（1793年）2月19日に法眼に叙され、寛政10年（1798年）11月25日に60歳〔ママ〕で死去した。